# 深裂花烛
深裂花烛（学名：Anthurium variabile），为天南星科花烛属下的一个植物种。